# Cheilotrichia tristimonia
Cheilotrichia tristimonia är en tvåvingeart som först beskrevs av Alexander 1943.  Cheilotrichia tristimonia ingår i släktet Cheilotrichia och familjen småharkrankar. Inga underarter finns listade i Catalogue of Life.